# Mammendorf
Mammendorf település Németországban, azon belül Bajorországban. Lakosainak száma 5047 fő (2023. december 31.). Mammendorf Maisach, Egenhofen, Oberschweinbach, Hattenhofen, Althegnenberg, Adelshofen, Jesenwang, Landsberied és Fürstenfeldbruck községekkel határos.

## Népesség
A település népessége az elmúlt években az alábbi módon változott:
| Lakosok száma | 770  | 1850 | 2293 | 2593 | 4601 | 4738 | 4720 | 4814 | 4877 | 5047 |
|               | 1875 | 1950 | 1975 | 1987 | 2012 | 2014 | 2016 | 2017 | 2021 | 2023 |